# Astragalus affghanus
Astragalus affghanus är en ärtväxtart som beskrevs av Pierre Edmond Boissier. Astragalus affghanus ingår i släktet vedlar, och familjen ärtväxter. Inga underarter finns listade i Catalogue of Life.